# Uroleucon elephantopicola
Uroleucon elephantopicola är en insektsart som beskrevs av Robinson 1985. Uroleucon elephantopicola ingår i släktet Uroleucon och familjen långrörsbladlöss. Inga underarter finns listade i Catalogue of Life.